# Kamenná chata
Kamenná chata – obiekt noclegowy (pensjonat) położony w Beskidzie Morawsko-Śląskim w Czechach. Budynek znajduje się na wysokości 944 m n.p.m. na wschód od szczytu Wielkiego Połomu, w granicach administracyjnych Łomnej Dolnej (Dolní Lomná).

## Historia i warunki

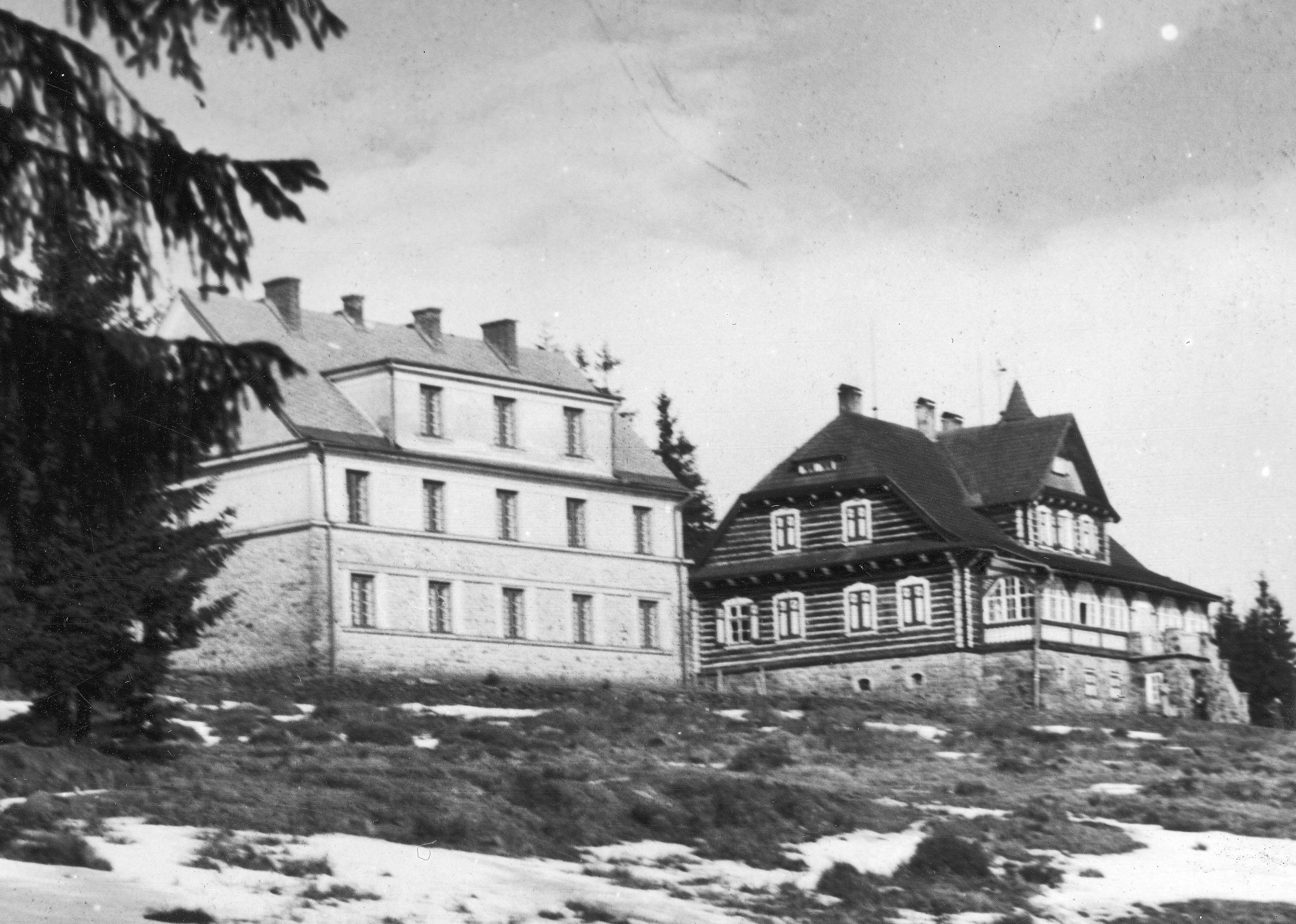
Kamenná chata (po lewej) oraz schronisko pod Wielkim Połomem - marzec 1939

Obiekt powstał w 1929 roku jako hotel, obok istniejącego wówczas schroniska KČST pod Wielkim Połomem. Obecne oferuje 18 miejsc noclegowych w pokojach 3, 4 i 5 osobowych z węzłem sanitarnym. Obok chaty w 2016 roku powstał drewniany budynek noclegowy z 12 miejscami. W budynku znajduje się restauracja z 60 miejscami.
Obok pensjonatu w 2011 roku powstała wieża widokowa Tetřev, z której można podziwiać panoramę Beskidu Morawsko-Śląskiego. Wieża jest obiektem całorocznym, wstęp jest bezpłatny.

## Szlaki turystyczne
- Mosty koło Jabłonkowa – Chata Skalka – Kamenná chata – Wielki Połom (1067 m n.p.m.) – Čuboňov (1011 m n.p.m.) – Przełęcz pod Małym Połomem (990 m n.p.m.) – Bílý Kříž (905 m n.p.m.)